# Parc solaire de Livada
Le parc solaire de Livada est un grand parc photovoltaïque à couche mince, construit sur un terrain de 135 ha situé entre Livada et Drăguşeni en Roumanie. Le parc compte environ 230 000 panneaux photovoltaïques à couche mince pour une capacité nominale totale de 56 mégawatts et a été achevé en novembre 2013. Le parc solaire devrait fournir environ 33,6 GWh d'électricité par an suffisant pour alimenter 60 000 foyers moyens,.
L'installation est située dans le comté de Satu Mare, dans le nord-ouest de la Roumanie, entre la ville de Livada et le village de Drăguşeni. Le coût d'investissement pour le parc solaire de Livada s'élève à environ 65 millions d'euros.